# Kinema Grup
El Kinema Grup és una associació cultural, dedicada al món del cinema i el vídeo, fundada l'any 1970 per Joan Boadas, Josep Maria Planas i Joan Roura, a Girona.

## Història
El 13 de desembre de 1970, es formà a la ciutat de Girona aquest col·lectiu constituït per Joan Boadas i Busquets, Josep Maria Planas i Gifreu, i Joan Roura i Fernández. Aquest últim, fou qui proposà el nom de l'associació. D'altra banda, Josep Maria Planas, que havia format part prèviament del Cineclub Ademar i del Grup de Girona, cedí el seu domicili particular per als concursos de l'Ademar i els del Kinema.
La seva acta de constitució exposà els seus propòsits i el tarannà dels seus fundadors:
1. És una associació de tipus empresarial constituïda per a produir, distribuir, exhibir i promocionar el cinema nacional i les obres més representatives de la cinematografia internacional, entenent la personalitat del cinema com a art i com a mitjà de comunicació i expressió social, dins de les coordenades culturals de la nostra societat i del món sencer.
2. Es constitueix en Productora (en els formats 8, 16 i 35 mm), podent assistir a la producció de films ja siguin finançats particularment o en cooperativa.
3. Es constitueix en Distribuïdora (en tots els formats, àdhuc televisió), podent presentar tota mena de films, sempre i quan s'acostin al concepte de cinema-com-a-art explicitat en el punt 1r.
4. Es constitueix en Cinemateca –Col·lecció Cinematogràfica–, pel fet que disposarà de films de al seva propietat o bé cedits en exclusiva, els quals podrà llogar o prestar als interessats que els sol·licitin. Aquests films hauran de trobar-se també dins del concepte cinematogràfic ja anotat en el punt 1r.
5. Es constitueix en Societat de Promoció Cultural Cinematogràfica, pel fet que podrà assistir o convocar cursets, concursos, sessions, xerrades i tota mena d'actes públics o provats que estiguin dirigits a promocionar el concepte de cinema-i-cultura, segons el significat del punt 1r.
6. Es constitueix en Equip Tècnic de Producció Cinematogràfica, el qual podrà cedir o llogar a altres productores, cooperatives o afeccionats que el sol·licitin.[1]

El document de constitució també afegí que la gerència estaria a càrrec dels seus tres fundadors i, per tant, les decisions haurien de ser subscrites per tots tres, però deixant llibertat d'actuació personal en alguns dels punts. També, que la forma de finançament seria de cooperativa, amb accions en una part avaluades segons el que cada membre aportés en equips i mitjans, entre d'altres.
Inicialment, el Kinema Grup actuà en solitari, però ben aviat s'afilià a l'Agrupació Fotogràfica i Cinematogràfica de Girona i Província (AFIC). Allí hi realitzaren diverses tasques, com ara la realització del concurs El Rollo dins de la mateixa entitat, la realització de cursets i cinefòrums, i la filmació de treballs comercials i publicitaris que els reportaren uns ingressos. També, rodaren uns primers curts: Aigua i foc, del 1971 i de Boadas; Cero-punto-cero, de 1972 i de Roura; Divagacions..., de 1970-1979 i Sols... pare, fill i terra, de 1975, ambdós de Planas. A més, impartiren classes a estudiants de BUP de col·legis de Girona, amb els quals es van dur a terme rodatges de final de curs, com ara If... (Homenatge al film de Lindsay Anderson) de 1976, fet a les Carmelites de Girona, o El chulo de 1977, fet al Menéndez Pidal de Salt.
L'any 1983, a causa del canvi professional de Planas i la defunció de Boadas l'any anterior, el col·lectiu prengué un nou rumb com a Agrupació Cultural de la Imatge, amb xerrades i cursets de fotografia, cinema i vídeo, música clàssica i dansa, entre d'altres. Més endavant, l'any 1985, es prengué la decisió d'iniciar la primera emissió de televisió a Girona, la qual es realitzaria l'octubre de l'any següent. L'equip, a més de Roura, estigué format pel tècnic Jordi Horno, Josep Quintana, Jordi Romaguera, Claudi Valentí, Lluís Valentí, Joan Crous, Narcís Matas i Humbert Garriga, entre d'altres. Aquests realitzaren un seguit de programes en vídeo i, el 1988, començaren les emissions regulars de Televisió de Girona, sota la direcció de Roura fins al 1997. Posteriorment, l'any 2000, Kinema Grup deixà de gestionar TV Girona.